# Helene Bettelheim
Helene Bettelheim (geboren als Helene Gabillon am 7. November 1857 in Wien, Kaisertum Österreich; gestorben am 22. Jänner 1946 ebenda) war eine österreichische Schriftstellerin.

## Leben
Sie war die Tochter des Schauspielerehepaars Ludwig und Zerline Gabillon und als solche von Jugend an in den Kreisen des Wiener Kulturlebens eingebunden. Nach ihrer Heirat mit dem Schriftsteller Anton Bettelheim 1881 wirkte sie in ihrer Wohnung in der Weimarer Straße 71 in Döbling als Salonnière.
Sie verfasste Essays, Feuilletons, kritische Aufsätze und anekdotische Erinnerungen, in denen sie die Glanzzeiten der Wiener Theatergeschichte schilderte, außerdem biographische und bibliographische Arbeiten zu ihrem Vater und dem 1930 verstorbenen Ehemann. Zwei ihrer Kinder, Ludwig Bettelheim-Gabillon (1882–1943) und Friederike Bunzl (1884–1942) wurden deportiert und ermordet, Friederike nach Maly Trostinez und Ludwig nach Theresienstadt.

## Werke
- Amalie Haizinger, Gräfin Louise Schönfeld-Neumann. Biographische Blätter. Konegen, Wien 1906.
- Lilith und Eva und andere unmoderne Betrachtungen. Konegen, Wien 1907.
- Hans im Glück. Ein kleines Märchen in Schattenbildern. Volckmar, Wien u. a. 1921.
- Im Zeichen des alten Burgtheaters. Wiener Literarische Anstalt, Wien 1921.
- Bibliographie Anton Bettelheim. Wien 1932.

Herausgabe:
- Ludwig Gabillon. Tagebuchblätter – Briefe – Erinnerungen. Gesammelt und hrsg. von Helene Bettelheim-Gabillon. Hartleben, Leipzig 1900.
- Betty Paolis gesammelte Aufsätze. Eingeleitet und herausgegeben von Helene Bettelheim-Gabillon. Literarischer Verein, Wien 1908.
- Bilder aus Alt-Österreich. Fürst Friedrich zu Schwarzenberg „der Landsknecht“. Ausgewählt und eingeleitet von Helene Bettelheim-Gabillon. Insel, Leipzig 1916 – Österreichische Bibliothek 17.

Illustration:
- Gebr. Grimm: Schwarze Märchen : Das Märchen von der Unke. Hansel und Grethel. Das Märchen vom gestiefelten Kater. Gerold, Wien 1880.
- Ludwig Hevesi: Zerline Gabillon. Mit 18 Zeichnungen von Helene Bettelheim-Gabillon. Bonz, Stuttgart 1894.